# A.B.C-Z
A.B.C-Z는 일본의 5인조 남성 아이돌 그룹이다. 소속 사무소는 STARTO ENTERTAINMENT이며, 레코드 레이블은 포니캐년이다.

## 멤버
| 이름                       | 프로필                      | 컬러 |
| -------------------------- | --------------------------- | ---- |
| 고세키 코이치 (五関晃一)   | 1985년 6월 17일(39세), A형  | 파랑 |
| 토츠카 쇼타 (戸塚祥太)     | 1986년 11월 13일(38세), B형 | 분홍 |
| 츠카다 료이치 (塚田僚一)   | 1986년 12월 10일(38세), O형 | 노랑 |
| 하시모토 료스케 (橋本良亮) | 1993년 7월 15일(31세), B형  | 빨강 |

### 전 멤버
| 이름                     | 프로필                      | 컬러 |
| ------------------------ | --------------------------- | ---- |
| 카와이 후미토 (河合郁人) | 1987년 10월 20일(37세), A형 | 보라 |

## 개요
- 그룹명은 〈Acrobat Boys Club〉의 약어에 〈-Z〉를 더한 것이다. Z의 발음은 제트가 아니라 지. Z는 하시모토가 들어와 알파벳 전부가 완성한 의미와, 또 Zero로 돌아가 재스타트라고 하는 의미도 있다.
- 스테이지상에서의 댄스나 백 회전 등의 Acrobat를 자랑으로 여기는 유닛. 주된 활동은 《PLAYZONE》 등 쟈니즈 사무소 선배의 무대에의 출연, 콘서트에서의 백 댄서 등이다. 또, 쟈니즈 Jr.로서의 콘서트나 음악 프로그램 《더 소년구락부》 등에서는 주요 그룹으로서 활동하고 있다.

## 작품

### 싱글
| # | 발매일          | 타이틀           | 최고 순위 | 비고 |
| - | --------------- | ---------------- | --------- | ---- |
| 1 | 2015년 9월 30일 | Moonlight walker | 1위       |      |
| 1 | 2016년 6월 22일 | Take a "5" Train | 3위       |      |

### 앨범
| # | 발매일          | 타이틀         | 최고 순위 | 비고 |
| - | --------------- | -------------- | --------- | ---- |
| 1 | 2014년 3월 12일 | from ABC to Z  | 4위       |      |
| 2 | 2015년 5월 13일 | A.B.Sea Market | 1위       |      |
| 3 | 2016년 7월 20일 | ABC STAR LINE  | 3위       |      |

### 영상 작품

#### 뮤직 비디오
| # | 발매일           | 타이틀                  | 최고 순위 | 비고               |
| - | ---------------- | ----------------------- | --------- | ------------------ |
| 1 | 2012년 2월 1일   | Za ABC~5stars~          | 1위       | 쟈니즈 첫 DVD 데뷔 |
| 2 | 2012년 9월 12일  | ずっとLOVE 계속 LOVE    | 1위       |                    |
| 3 | 2013년 3월 6일   | Twinkle Twinkle A.B.C-Z | 2위       |                    |
| 4 | 2013년 7월 10일  | Walking on Clouds       | 1위       |                    |
| 5 | 2013년 11월 20일 | Never My Love           | 1위       | 초대 쟈니즈 커버곡 |
| 6 | 2014년 7월 9일   | Legend Story            | 1위       |                    |
| 7 | 2015년 1월 7일   | SPACE TRAVELERS         | 1위       |                    |
| 8 | 2016년 3월 16일  | 花言葉 꽃말             | 2위       |                    |

#### 무대·콘서트
| # | 발매일           | 타이틀                                                                   | 최고 순위 | 비고 |
| - | ---------------- | ------------------------------------------------------------------------ | --------- | ---- |
| 1 | 2012년 7월 4일   | ABC座 星（スター）劇場 ABC좌 별(스타) 극장                               | 1위       |      |
| 2 | 2013년 1월 16일  | Johnny's Dome Theater ~SUMMARY 2012~                                     | 5위       |      |
| 3 | 2013년 10월 16일 | A.B.C-Z 2013 Twinkle×2 Star Tour                                         | 5위       |      |
| 4 | 2014년 6월 25일  | ABC座2013 ジャニーズ伝説(The Digest) ABC좌 2013 쟈니즈 전설 (The Digest) |           |      |
| 5 | 2015년 3월 11일  | Summer Concert 2014 A.B.C-Z★"Legend"                                     |           |      |
| 6 | 2015년 10월 28일 | A.B.C-Z Early summer concert                                             | 1위       |      |
| 7 | 2016년 12월 7일  | A.B.C-Z Star Line Travel Concert                                         |           |      |

## 출연

### 콘서트

#### 단독 콘서트
| 해     | 공연명                                               | 일정                            | 공연 개소·공연수 | 회장 |
| ------ | ---------------------------------------------------- | ------------------------------- | ---------------- | --- |
| 2008년 | A.B.C.-Z Kis-My-Ft2 퍼스트 콘서트 in 요코하마 아레나 | 10월 11일 ~ 13일                |                  | 요코하마 아레나 |
| 2008년 | A.B.C-Z Kis-My-Ft2 퍼스트 콘서트 여러 번 추가 공연!  | 11월 8·9일                      |                  | 국립 요요기 경기장 제1체육관 |
| 2011년 | A.B.C-Z 2011 first Concert in YOYOGI                 | 11월 6일                        | 1회장·2공연      | 국립 요요기 경기장 제1체육관 |
| 2013년 | A.B.C-Z 2013 Twinkle×2 Star Tour                     | 3월 23일 ~ 5월 25일             | 9회장·12공연     | 삿포로 니토리 문화 홀, 히로시마 분카 가쿠인 HBG 홀, 토쿠시마·나루토 시 문화 회관, 오사카·오릭스 극장, 나고야 국제회의장 센츄리 홀, 도쿄·국립 요요기 경기장 제1체육관, 센다이 썬 플라자 홀, 후쿠오카 산파레스, 토야마·오바드 홀 |
| 2014년 | Summer Concort 2014 A.B.C-Z "Legend"                 | 8월 14일 ~ 9월 15일             | 3도시·10공연     | 오사카·오릭스 극장, 나고야 국제 회의장 센추리 홀, 도쿄·국립 요요기 경기장 제1체육관 |
| 2015년 | A.B.C-Z Early summer concert                         | 5월 30일 ~ 31일, 6월 13일       | 2도시·5공연      | 도쿄·국립 요요기 경기장 제1체육관, 오사카 성 홀 |
| 2015년 | Sexy Zone A.B.C-Z Summer Paradise in TDC             | 8월 1일 ~ 30일                  | 1도시·28공연     | 도쿄·TOKYO DOME CITY HALL |
| 2016년 | A.B.C-Z Star Line Travel Concert                     | 8월 10일 ~ 11일, 10월 1일 ~ 2일 | 2도시            | 도쿄·국립 요요기 경기장 제1체육관, 오사카 성 홀 |

#### 그 외의 콘서트
- 2009년 6월 7일, 도쿄 국제 포럼: 포럼 신기록!! 쟈니즈 Jr. 1일 4공연 할거야! 콘서트
- 2009년 8월 18일, 도쿄 국제 포럼: 여름방학 쟈니즈 Jr. 전원 집합
- 2010년 5월 11일 ~ 31일, 시어터 크리에: 모두 크리에에 와줘크리에!
- 2011년 4월 29일 ~ 5월 29일, 시어터 크리에: 모두 크리에에 와줘크리에 2011
- 2012년 5월 8일 ~ 20일, 6월 1일 ~ 3일, 시어터 크리에: 쟈니즈 긴자 You의 앞에는 Me가 있다!

### 음악 프로그램
- 더 소년구락부 (2008년 ~ , NHK BS 프리미엄)

### 버라이어티 프로그램
- 알몸의 소년 (2008년 ~ 2009년, TV 아사히)
- J'J A.B.C-Z 오스트레일리아 종단 자금 0엔 워홀 여행 (2013년 4월 1일 ~ 6월 17일, 닛폰 TV)
- 에비ChanZOO (2013년 7월 21일 ~ , TV 도쿄)

### 드라마
- 마법★남자 체리즈 (2014년 6월 21일 ~ 9월 27일, TV 도쿄)

### 라디오
- 패미라디 (2014년 7월 29일 ~ 10월 27일, 패밀리 마트 점내 방송)
- A.B.C-Z Go!Go!5 (2016년 4월 2일 ~ , FM NACK5)
- A.B.C-Z 오늘 밤은 J's 구락부 (2016년 4월 26일 ~ , NHK 라디오 제1방송)
- 다이얼 A.B.C☆E (2016년 9월 30일 ~ , TBS 라디오)

### 무대
데뷔 전
- 신춘 타키자와 혁명 (2009년 1월 1일 ~ 27일)
- 타키자와 연무성 '09 탓키&Lucky LOVE (2009년) ※카와이·토츠카만
- DREAM BOYS (2009년 9월 4일 ~ 10월 25일)
- 타키자와 가부키 (2010년 4월 4일 ~ 5월 8일)
- PLAYZONE2010 (2010년 7월 9일 ~ 8월 14일)
- 소년들~창살없는 감옥~ (2010년 9월 3일 ~ 26일)
- 신춘 타키자와 혁명 제극 개장 100주년 기념 공연 (2011년 1월 1일 ~ 27일)
- PLAYZONE'11 SONG & DANCE'N (2011년 7월 9일 ~ 9월 20일)
- 소년들~창살없는 감옥~ (2011년 9월 5일 ~ 29일)

데뷔 후
- ABC좌 별(스타) 극장 (2012년 2월 4일 ~ 29일)
- ABC좌 전국 공연 (2012년 3월 5일 ~ 5월 5일)[1]
- Johnny's Dome Theatre~SUMMARY~ (2012년 8월 6일 ~ 9월 1일)[2]
- 소년들~Jail in the Sky~ (2012년 9월 4일 ~ 24일, 닛세이 극장)
- Johnny's World (2012년 11월 10일 ~ 2013년 1월 27일, 제국 극장)
- ABC좌 2013 쟈니즈 전설 (2013년 10월 6일 ~ 28일, 닛세이 극장)
- JOHNNYS' 2020 WORLD (2013년 12월 7일 ~ 2014년 1월 27일, 제국 극장)
- ABC좌 2014 쟈니즈 전설 (2014년 5월 9일 ~ 30일, 닛세이 극장)
- 2015 신춘 JOHNNYS'WORLD (2015년 1월 1일 ~ 27일, 제국 극장)
- ABC좌 2015 (2015년 10월 7일 ~ 28일, 닛세이 극장)
- JOHNNYS'WORLD (2015년 12월 11일 ~ 2016년 1월 27일, 제국 극장)
- ABC좌 2016 (2016년 10월 5일 ~ 27일, 닛세이 극장)

## A.B.C.
A.B.C.는 A.B.C-Z의 전신 유닛이다.

### 멤버
- 토츠카 쇼타
- 카와이 후미토
- 고세키 코이치
- 츠카다 료이치

### 주요 출연

#### 콘서트
- 2006년 8월 15일 ~ 25일, 호텔 그랑퍼시픽 메리디앙: 쟈니즈 Jr.의 대모험!
- 2006년 9월 30일·10월 1일, 요요기 체육관: you들의 음악 대운동회
- 2007년 8월 15일 ~ 24일, 호텔 그랑퍼시픽 메리디앙: 쟈니즈 Jr.의 대모험! '07 @메리디앙
- 2008년 8월 2일 ~ 9월 5일, Johnnys Theater: SUMMARY 2008

## 토신 요시카즈&A.B.C.
토신 요시카즈&A.B.C.란, 2002년경에 쟈니즈 Jr. 내에 존재한 유닛이다. 〈A.B.C.with토신 요시카즈〉라고도 말한다.

### 멤버
- 쟈니즈 Jr.
  - 토신 요시카즈
- A.B.C. (후의 A.B.C-Z)
  - 고세키 코이치·토츠카 쇼타·츠카다 료이치·카와이 후미토